# キラークイーン (ゲーム)
『キラークイーン』 (KILLER QUEEN) は、同人サークル（現アダルトゲームブランド）FLATが制作したアダルトゲーム。移植版・逆移植版『シークレットゲーム -KILLER QUEEN-』（シークレットゲーム -キラークイーン-）についても、本項で記述する。

## タイトル一覧
キラークイーン（同人版）
Windows用サスペンスアドベンチャー（アダルトゲーム）。2006年8月13日、コミックマーケット70にて発売。
2008年8月16日のコミックマーケット74にて、新パッケージ版を発売。ゲームディスクとオリジナルサウンドトラックのCD-ROM2枚組。
シークレットゲーム -KILLER QUEEN-（PS2版）
PlayStation 2用サスペンスアドベンチャー。2008年8月21日発売。開発はレジスタ、販売はイエティ。製作スタッフは同人版とほぼ同様。初回限定版にはドラマCDを同梱。
単純な移植版ではなく、シナリオは同人版と異なる展開の全4部構成となり、キャラクターや作品世界の設定にも一部変更がある。新システムとして「BETシステム」を追加。
PlayStation Portableへの移植版として、『シークレットゲーム PORTABLE』が2010年5月27日に発売。オープニング・エンディングの主題歌とムービーが変更されたのみで、ゲーム内容に変更はない。
シークレットゲーム -KILLER QUEEN- DEPTH EDITION（逆移植版）
Windows用サスペンスアドベンチャー（アダルトゲーム）。2009年4月24日発売。
PS2版にシナリオや性的描写などが追加された逆移植版。「BETシステム」は廃されている。
初回版には特典として全BGMおよび主題歌を収録したオリジナルサウンドトラックCDが付属。また、予約者特典としてキャラクターボーカルソングCDが存在する。
シークレットゲームMOBILE（iアプリ版）
DEPTH EDITIONの携帯移植版として、Star版が2010年11月12日、通常版が同年11月15日に発売。
シークレットゲーム -KILLER QUEEN-（Switch版）
Nintendo Switch用ダウンロードソフトとして2018年9月27日に配信開始。

## シナリオ構成
同人版ではシナリオが二つあり、最初のシナリオをクリアすればもう片方が出現する。Playstation 2版以降のタイトルではシナリオはI - IVの四つのエピソードで構成される。一つのエピソードをクリアすれば次のエピソードが出現する形となる。
各エピソードは時系列で繋がっているわけではなく、それぞれ独立した物語として完結している。具体的には、同じ舞台、登場人物の中でエピソードごとに主人公が最初に出会う相手＝パートナー（ヒロイン）が異なり、シナリオ展開、結末、最終的な生存者もそれぞれ違ったパラレルな内容となっている。
作中には選択肢やシナリオ分岐はほとんど存在せず、一本道のストーリーを読み進めることになる。しかし最終章であるエピソードIVのみ、ある条件からエンディングが分岐する。

### あらすじ（同人版）
見知らぬ閉鎖的な場所に13人の男女が連れ込まれた。13人には首輪が掛けられ、PDAが1人1つずつ部屋に置かれていた。トランプを模したPDAには、犯人のものと思われる指令が書かれていた。
13台のPDAには、トランプの数字13個が1つずつ書かれている。その13個ある数字に対応して首輪の条件が設定されている。また9つのルールが存在し、基本ルールであるルール1と2は全員に、ルール3以降については1人につき2つが提示されている。72時間以内にこの「ゲーム」をクリアできなければ、全員首輪の仕掛けにより死亡する。自身に提示された解除条件は隠さなければならない。そして、解除条件には殺人を促すものが含まれている。
13人は生き残るため、この狂気めいた状況を受け入れ、ゲームに参加することを余儀なくされる。

### あらすじ（PS2版以降）
EPISODE I「To be, or not to be ： that is the question」
最初にプレイすることになるシナリオ。ヒロインは姫萩咲実。
EPISODE II「The sum of all fears」
ヒロインは矢幡麗佳。主人公のPDAが早々に破損、パートナーと手錠で繋がれると言った特異な状況下で展開する。
EPISODE III「Ask, and it shall be given you ; seek, and ye shall find」
ヒロインは綺堂渚。北条かりんもパートナーとして同行し、逆移植版では彼女のルート（と選択肢によるシナリオ分岐）も追加されている。
EPISODE IV「The only neat thing to do」
最終章。このシナリオをもってすべての謎が明かされ、物語は大団円を迎える。ヒロインは姫萩咲実と色条優希。

## ゲームのルール
ルール1
参加者には特別製の首輪が付けられている。それぞれのPDAに書かれた状態で首輪のコネクタにPDAを読み込ませれば外すことができる。条件を満たさない状況でPDAを読み込ませると首輪が作動し、15秒間警告を発した後、建物の警備システムと連携して着用者を殺す。一度作動した首輪を止める方法は存在しない。
同人版では首輪が作動した場合、爆発する。
ルール2
参加者には1 - 9のルールが4つずつ教えられる。与えられる情報はルール1と2と、残りの3 - 9から2つずつ。およそ5、6人でルールを持ち寄ればすべてのルールが判明する。
ルール3
PDAは全部で13台存在する。13台にはそれぞれ異なる解除条件が書き込まれており、ゲーム開始時に参加者に1台ずつ配られている。この時のPDAに書かれているものが、ルール1で言う条件にあたる。他人のカードを奪っても良いが、そのカードに書かれた条件で首輪を外すのは不可能で、読み込ませると首輪が作動し着用者は死ぬ。あくまで初期に配布されたもので実行されなければならない。
ルール4
最初に配られる通常の13台のPDAに加えて1台ジョーカーが存在している。これは、通常のPDAとは別に、参加者のうち1名にランダムに配布される。ジョーカーはいわゆるワイルドカードで、トランプのカードをほかの13種のカードすべてとそっくりに偽装する機能を持っている。制限時間などはなく、何度でも別のカードに変えることが可能だが、一度使うと1時間絵柄を変えることができない。さらにこのPDAでコネクトして判定をすり抜けることはできず、また、解除条件にPDAの収集や破壊があった場合にもこのPDAでは条件を満たすことができない。
ルール5
侵入禁止エリアが存在する。初期では屋外のみ。進入禁止エリアに侵入すると首輪が警告を発し、その警告を無視すると首輪が作動し警備システムに殺される。また、2日目になると侵入禁止エリアが1階から上のフロアに向かって広がり始め、最終的には館の全域が侵入禁止エリアとなる。
ルール6
開始から3日間と1時間（73時間）が過ぎた時点で生存している人間をすべて勝利者とし20億円の賞金（同人版では10億円）を山分けする。
ルール7
指定された戦闘禁止エリアの中で誰かを攻撃した場合、首輪が作動する。
ルール8
開始から6時間以内は全域を戦闘禁止エリアとする。違反した場合、首輪が作動する。正当防衛は除外。
ルール9
カードの種類は以下の13通り。

## PDAの種類と首輪の解除条件
この「ゲーム」は今まで数え切れないほど行われており、そのたびに解除条件やPDA独自の特殊効果も異なるという。本項では、総一たちが巻き込まれる本編の「ゲーム」について述べる。
AのPDA…QのPDAの所有者を殺害する。手段は問わない。
QのPDAの所有者（元々の所有者ではなく、現在の所有者）を殺害すれば良いが、元々の所有者を殺さなければならないと思わせるミスリードが仕込まれている。
ミスリードに気がついた場合も誰がどのPDAを所有しているかわからない状況の場合は手当たり次第に殺害する危険のあるPDA。
2のPDA…JOKERのPDAの破壊。このPDAのみ半径1m以内でJOKERの偽装機能は無効、初期化される。
JOKERを自分で破壊する必要はないが、他人が破壊した場合の確証はない。JOKERで偽装した場合は初期化されず、2と表示される。
3のPDA…3名以上の殺害。ただし首輪の作動は含まない。
自分で3人殺害するシンプルな条件。その代わり、多少の殺し合いに遭い、人殺しの罪と感触を持つことになる。
4のPDA…自分以外の首輪を3つ取得する。首を切り取っても、解除条件を満たし外すのを待つのも良い。
首輪が無事な死体から首を切って手に入れれば簡単。PS2版以降は首輪の爆発もない。しかし死体でも人間の首を落とし、殺人と同等の感触を味わう。
5のPDA…館全域の24個のチェックポイントをすべて通過する。特殊効果として地図上にポイントの表示がされる。
移動の最中に敵に襲われる危険性があり、時間制限にも追われるため、難しい。JOKERで偽装した場合、特殊効果の地図も表示される。
6のPDA…JOKERの偽装機能を5回以上使用。自分で使う必要も、近くで行う必要もない。
JOKERの持ち主に確かめることがほぼ必須。好戦的な人物や信頼できない人物の場合は、奪って使用しなければならない。5回使用前に破壊された場合は解除不可能。
7のPDA…開始から6時間目以降に全員と遭遇。死亡している場合は免除。
ゲーム開始から6時間目以降は戦闘禁止が解除されるため、好戦的な人物とは殺し合いになることがほぼ確実。なお、エクストラゲームなどで6時間以降に戦闘が禁止された状態で接触した場合でも、解除の条件を満たせる。
8のPDA…自分のPDAの半径5m以内でPDAを5個破壊する。6個以上破壊した場合は首輪が作動する。
首輪を解除した協力者か、死体から入手しない限り破壊は難しい。8とJOKERを除くPDAが8個以上破壊されている場合、5個破壊の条件を満たせない。
9のPDA…自分以外の全参加者の死亡。手段は問わない。
すべてが敵となることに加え、他参加者が一名でも解除条件を満たして侵入禁止区域に入っただけで解除不可能になるため難しい条件。
仮に条件を満たしても、一般人なら精神に異常をきたす可能性が高く、普通に暮らすことはほぼ不可能と言える。
10のPDA…首輪が5個作動すること。ただし2日と23時間より前に行うこと。
外れた首輪や死体の首輪を作動させることは勿論、禁止区域で攻撃させたりなど故意の殺人でも良い。
しかし5個も外れた首輪を入手することは非常に難しいため、強制的に作動する状況に持ちこまないと解除は難しい。
プレイヤーによっては「自分の手で5個作動させなければならない」と勘違いし、不必要な殺人に手を染める危険もある。
JのPDA…開始から24時間以上行動を共にした人間が2日と23時間時点で生存していること。
QのPDAの人物と容易に交渉可能。また24時間以上共に行動した人物が首輪を解除し、侵入禁止区域に逃げ込めば自身を守るだけで生存が可能だが、6階では軍用兵器も取得可能なため、自身を守ることそのものが困難となっている。
QのPDA…2日と23時間の生存。
JのPDAの人物と容易に交渉可能、ただしAの存在があるため、うかつに公言できない。ただ生き残ればいい条件だが、同時にゲームにほぼ最後まで参加しないといけないため、非常に危険な場面に何度も遭う。6階では軍用兵器も取得可能なため難しい条件。
KのPDA…PDAを5台以上収集する。手段は問わない。
協力者がいたり、死体から入手すれば簡単に解除可能。
JOKERのPDA…A - KのPDAに偽装可能。1度機能を使用すると1時間は別の番号に変えられない。
参加者の1名にランダムに配布。PDAの収集や破壊を条件とする場合、JOKERを指定する2以外は条件を満たせない。
9がQに偽造して有利な展開を掴めたり、5の特殊効果のマップで5を待ち伏せしたり、10の人物が6と8とKの人物を騙し首輪を作動させるなど、持ち主以外には厄介なPDAである。また、偽装したPDAにソフトウェアがインストールされていた場合その機能も使用することが可能。(同人版の場合)

## PDAのソフトウェア一覧
館内に置かれているツールボックスの中にあるPDAの機能拡張ソフトウェア。PDAのコネクターに接続し、インストールすることで使用可能。インストールすることで他プレイヤーに対して有利になるが、PDAのバッテリー消費も（強力なソフトウェアほど）増えるため注意が必要。
1. 地図拡張機能。地図上に部屋の名前を追加表示する。
2. 擬似GPS機能。マップ上に現在位置を表示。
3. 首輪の位置をマップ上に表示。作動した首輪は除外。
4. JOKERの位置をマップ上に表示。
5. PDAの現在位置をマップ上に表示。破壊されたPDAとJOKERは除く。
6. 館の動体センサーが収集した振動を、PDAに表示する。
7. ネットワークを利用したトランシーバー機能。2個セット。
8. ネットワーク経由で遠隔操作可能な自動攻撃機械のコントローラー。
9. ドアのリモートコントローラー。
10. 爆弾とそのコントローラーのセット。
11. 探知系ソフトウェアに映らなくなる。
12. 残りの生存者数を表示。
13. 侵入禁止エリアへの侵入が可能となる。
14. 今いるフロアが侵入禁止エリアになるまでのカウントダウン機能。
15. フロアにある罠を探知し、PDAの地図上に表示する。
16. ソフトウェアの一覧表。
17. ルールの一覧表。
18. 換気ダクトの見取り図。

## 登場人物
声優の記載は「同人版 / PS2版・PSP版 / 逆移植版」の順。同一の場合は省略。

### 主要人物
御剣 総一（みつるぎ そういち）
声 - なし
本作の主人公。
18歳の高校生。卓球部に所属し、運動神経や喧嘩などはごく普通だが、咄嗟の判断は的確であり、頭の回転は人並み以上には速い。
基本的には陽気な性格で年相応の少年だが、困難や危険に立ち向かう勇敢さの持ち主でもあり、その行動が人を惹きつけ仲間を増やすことができる。手塚などは、彼のカリスマ性が仲間を増やし強いチームになることを警戒している。
少し前に幼馴染の恋人・桜姫優希を交通事故で亡くし、後悔の念と喪失感に囚われており、他人のためなら命を投げ出すことも惜しまないほどの過剰な自己犠牲の精神を併せ持つ。
特に死んだ恋人に瓜二つな咲実と恋人と同じ名前の優希を守ることに異常なまでの執念を燃やす。
突然「ゲーム」に参加させられるが、いち早くその現実を理解し、皆が生き残れる道を模索する。
総一自身も気付いていないが、実は彼の過剰な自己犠牲の精神はすべて自分のためであり、恋人・桜姫優希を亡くしたことで芽生えた自らの「自殺願望」を「誰かを守ること」で成し遂げようとしているに過ぎない。
ストーリー終盤に咲実にそのことを指摘され自らの間違いに気付くことになる。
正確な誕生日は不明だが、同人版では3月18日生まれの桜姫優希より少し遅いようである。
イエティのキャラクター人気投票では9位。
姫萩 咲実（ひめはぎ さくみ）
声 - 遠藤紗哉 / 岡嶋妙 / 遠藤紗哉
本作のヒロイン。
下校中に拉致されて「ゲーム」に強制参加させられる。
肉親を失って親戚を転々としたことで、人を信じる心に欠ける。
性格は引っ込み思案であまり積極的とは言えないが、時折自分の意見を曲げない頑固な一面も見せる。
体力には自信がないが、都内の有名な女学院に通うだけあって、勉強は得意。しかし、精神面は脆く、この「ゲーム」が本物だと理解した後は酷く怯え、自力では満足に動くことすらできなくなるほどで、手塚や長沢などからは、単なる足手まといと思われている。
容姿は御剣総一の亡き恋人の優希(色条優希とは別人)と酷似しており、御剣総一と長い時間を共に過ごすことで、自分への優しさが亡き恋人の優希(桜姫優希)に対するものだと気づき、葛藤する。
当初は気弱な部分が目立つが、徐々に精神的に強く成長していく。
同人版、PS2版での変更は生い立ち以外特にない。
8月26日生まれのA型、3サイズは83-58-85。
人気投票ではメインヒロインにもかかわらず6位。逆移植版のおまけの座談会ではその結果への不満から黒い一面をのぞかせ、手塚をも戦慄させる。
色条 優希（しきじょう ゆうき）
声 - 北都南 / ひと美 / 北都南
同人版のみのヒロイン。
「ゲーム」の参加者の中では最年少(中学生くらい)。御剣総一を「お兄ちゃん」と慕う。
過去にあるトラウマを抱いており、どこか他人との接触を恐れる節がある。それが原因なのか、一度心を許した人間には快活な姿を見せ、人一倍甘える。
顔は年相応で幼いのだが、時折大人が惹き付けられるような儚げで愁いを帯びた表情を見せる。
御剣総一の亡き恋人と同じ名前であったことから、御剣総一は出会った彼女を守り切る決意を固める。
9月17日生まれのA型、3サイズは非公開。
PS2版以降ではほとんど別人と言っても過言ではないほど設定が変更されている。
PS2版以降では、年齢は10歳であり、上記の過去にある「〜人一倍甘える。」の部分はなくなっている。　
人気投票では4位。

### ゲームの参加者
綺堂 渚（きどう なぎさ）
声 - 梨本悠里
年齢20代のゴスロリ風の衣装を身に纏った女性。バイトの帰りに拉致されて「ゲーム」に参加させられた。
終始のんびりとした思考と言動をしており、周りが彼女に脱力させられることもしばしば。
しかし緊迫状態が続くこの「ゲーム」内ではそれが良い方向に働き、無意識に場を和ませるムードメーカー的存在となっている。
普段はスローペースだが、いざという時には普段の姿からは全く想像できないほどの鋭い思考と素早い行動を見せる。それには高山や手塚も驚きを見せることになる。
同人版ではサブキャラクターだったが、ユーザーからの強い要望と根強い人気でPS2版ではヒロインへの昇格を果たす。親友・麻生真奈美の登場により、彼女の詳しい過去が明かされ、存在感が増している。また、PS2初回限定版付属のドラマCDでは主役となっている。
8月12日生まれのA型、3サイズは92-60-88。人気投票では1位。
北条 かりん（ほうじょう かりん）
声 - 紅月ことね
快活でボーイッシュなスポーツ少女。何事においても常に前向きで、考えるよりも先に手が出るタイプ。
小柄な体格ながら、その見た目通り運動神経は良く、多少の難を乗り越える強さを持つ。
難病に侵された妹・かれんがおり、莫大な治療費（約3億8000万円）を稼ぐために「ゲーム」に勝つことを決意する。同人版では治療費は不明で、かりんはかれんを救うべく、自ら「ゲーム」に参加していた。
しかし、かれんを救うためには自分の手を血に染める必要があるため、妹と殺人との間で葛藤する。
PS2版まではサブキャラクターだったが、ユーザーからの強い要望と根強い人気で、逆移植版ではヒロインへの昇格を果たす。同人版の公式サイトでは言動は極めて冷静沈着と紹介されていたが、PS2版以降では、言動・行動共に感情的な性格が強調されている。また、咲実同様生い立ちに変更がある。
7月16日生まれのA型、3サイズは78-56-80。人気投票では3位。
矢幡 麗佳（やはた れいか）
声 - 桜花春日 / 田原なおみ / 天神祭
数学と論理学を専攻する女子大生（大学の学年は章により異なる）。
大学構内で拉致され、強制的に「ゲーム」に参加させられる。
容姿端麗・頭脳明晰であるが、現実に全く期待をしておらず、常に最も安全な道も選ぶリアリスト。
誰を信じれば良いのかもわからないこの「ゲーム」では、裏切るかも分からない他の参加者とは接触せずに一人で行動をする。
自分の死を最も恐れている彼女は生き残るため、早いうちに殺人の覚悟を決める。
身体能力は高くないものの、冷静に戦略を組み立て万全に戦う戦術は、軍人の高山をして「手塚より厄介」と言わしめるほど。
同人版では悪役だったが、ユーザーからの強い要望と根強い人気からPS2版以降では、ヒロインへの昇格をはたす。性格も少し丸くなり、総一たちの味方寄りの立場になっている。
5月24日生まれのB型、3サイズは87-57-85。人気投票では渚に次ぐ2位。
陸島 文香（りくしま ふみか）
声 - HARUNA
有名企業の受付嬢をしている、見た目通りのOL。
「ゲーム」に強制参加させられ、この不条理な世界に異を唱える。
平和的な手段を模索する主人公たちと気が合い、共に行動をすることに。女性にしては度胸があり、総一と同様に危険や困難に立ち向かう勇敢さを持った人物。
他人に関してよく気が利くため、主人公たちの姉御的存在となっている。
同人版では、気に入らない相手や敵対する人物に対して過激な発言や態度を見せることが多かったが、PS2版ではそのような一面は薄れている。
6月15日生まれのO型、3サイズは「Secret」。人気投票では7位。
郷田 真弓（ごうだ まゆみ）
声 - 里都
とある会社の会社員を名乗る女性。PS2版以降は社長。
「ゲーム」の参加者のなかでは良識的な人物であり、年長でもあることから自然と一同の纏め役になるのだが、雰囲気や言動から麗佳・長沢・手塚など、一部の人物からは不信感を持たれている。
PS2版以降は、同人版よりも有能な一面を見せるようになっている。また、同人版とPS2版以降で、外見に大幅な変更がされている。一説には同プレイヤーの綺堂渚との区別説が噂されたが、原画担当曰く「特に気にしていなかった」とのこと。
11月5日生まれのB型、3サイズは「Secret」。人気投票では最下位の12位。
手塚 義光（てづか よしみつ）
声 - 一条和矢
本人は会社員を名乗っているが、その言動や服装からとてもそうは見えない若者。長身で帽子を被っているのが特徴。
「ゲーム」に強制参加させられ最初は半信半疑だったが、それが真実であることがわかると誰よりも早くゲームを受け入れる。自身の性格を臆病者と称しているが、常に余裕の態度でこの状況を楽しんでいる節がある。
普段は軽い性格だが頭の回転は非常に速く、殺人も意に介さない冷徹な男でもある。子供である長沢をからかうような言動をするが、この「ゲーム」に対する考え方には似たようなものがあり、彼の行動力を評価したり、手を組んで、総一たちを襲ったりすることもある。
ゲームで唯一の軍人である高山曰く「騒動の申し子」「最も敵に回したくないタイプの一人」。
PS2版では、同人版に比べ、さらに余裕の態度を見せるようになり、危機的な状況に陥ったり、大怪我をしても、普段の自分のペースを崩さず、落ち着き払った様子を見せることもある。また、服装がやや変更されている。
4月13日生まれのO型。人気投票では8位。
葉月 克巳（はづき かつみ）
声 - 大久保けんたろう
どこにでもいそうな中年の地方公務員。
個性的な性格の人間が揃う「ゲーム」の参加者の中では最も一般的な性格をしており、故に信頼できる人物でもある。身体能力や頭脳面では特別目立った長所はないが、精神的には人並み以上に安定しており、年長者らしく落ち着きのある男性。
妻子の待つ家に帰るため、そして自分の娘よりも若い他の参加者を無事に帰すために主人公たちとさまざまな方法を探す。
PS2版のCGに彼の家族の写真がある。
3月29日生まれのA型。人気投票では11位。
高山 浩太（たかやま こうた）
声 - 水瀬慮介 / 但馬綾介 / 水瀬慮介
傭兵を生業としている男性。唯一戦闘経験を積んでおり、腕力及び体力や戦略面では彼に並ぶ者はいない。
冷静沈着な性格であらゆる事態にも動じない精神力と実戦経験者ならではの慎重かつ論理的な判断力の持ち主。銃器の扱いにも長けており、積極的にゲームに乗るつもりはないが、必要とあらば人を殺すことも躊躇わない。
ゲームの参加者の中で唯一中立的立場のため協力は比較的容易だが、信頼するのは難しい。
とことん無表情・無感情で、自分自身のゲームクリアのことしか考えていない。
高い実力を持つが、幸が薄い。
PS2版では、同人版に比べ、軍人としての戦闘能力や知識を披露する機会が増えたが、幸が薄いのは相変わらずである。
10月14日生まれのA型。人気投票では男性陣トップの5位。
長沢 勇治（ながさわ ゆうじ）
声 - 南 / 本橋大輔 / 南
危険な思考を持った引きこもりの少年で、普段は家でインターネットに興じている。シナリオによっては塾帰りや遊びの帰りに拉致されたと言う。
殺人という行為に期待と憧れを持っており、「一度人を殺してみたかった」など正常とは思えない発言を繰り返す。
「ゲーム」が殺人を公然と認めている（PDAの解除条件に含まれるなど）ことや生存者には莫大な賞金が贈られることなどから、序盤から人を殺そうと企む。
当初は子ども扱いされることを嫌がり、手塚に絡まれるとすぐ激昂するなどキレやすい性格。しかしゲームへの参加を決意した後は参加者の中で一番好戦的かつ不利と見ると逃げるなど狡猾な一面も見せる。
その行動、年齢や言動等で軍人の高山曰く｢ゲーム感覚で殺人ができるタイプ」と言われるほどの危険人物。
同人版では、公式サイトの紹介の通り、感情的な考え方や戦い方が目立ったが、PS2版では年不相応な計算高さや狡賢さを見せることがあり、戦い方も巧妙な手段を選ぶことが多くなっている。
1月27日生まれのAB型。人気投票では10位。
漆山 権造（うるしやま ごんぞう）
声 - 水瀬慮介 / 但馬綾介 / 水瀬慮介
女とみれば手を出そうとする、腹黒で小太りの中年男性。仕事を終えて酒を飲み、その帰りに拉致された。
中間管理職のサラリーマンで実際には彼自身のせいなのだが思い通りにいかない職場状況にストレスが溜まっている。
彼の人生において女性から優しく接されたことがないために、正面から向き合ってくれる人にはめっぽう弱い。
気に入らない相手には高圧的な態度をとるが、根は小心者で男性陣の中では最も戦いに向いていない。
同人版とPS2版での大きな設定変更は特にない。
12月3日生まれのO型。人気投票では1位を獲得したものの、不正投票による棄権扱いとなった。

### その他の人物
桜姫 優希（さくらぎ ゆうき）
声 - 遠藤紗哉 / 岡嶋妙 / 遠藤紗哉
上記の色条優希とは別人。総一の幼馴染で恋人。3月18日生まれ。
まっすぐな性格で正義感が強く、ズルや卑怯を嫌う。総一が今回の「ゲーム」に連れて来られる数か月前に、交通事故で他界している。
同人版では名前のみだったが、PS2版以降では桜姫という苗字が明らかになる。
北条 かれん（ほうじょう かれん）
声 - 未登場 / 田原なおみ / 天神祭
かりんの妹。不治の病で入院している。
麻生 真奈美（あそう まなみ）
声 - 未登場 / HARUNA / 同左
渚の親友で、渚の過去に深く関わる人物。ドラマCDによれば年齢は当時16歳。
同人版では渚からその存在を語られるのみ。
同人版では名前は設定されていなかったが、PS2版以降において設定された。
香田（こうだ）
ドラマCDに名前のみ登場。過去のゲーム参加者で、殺し合いに乗った西島によって刺されて死亡。
西島（にしじま）
ドラマCDに名前のみ登場。過去のゲーム参加者で、ゲーム中に突然殺し合いに乗り、香田を刺殺する。
吉田（よしだ）
ドラマCDに名前のみ登場。過去のゲーム参加者の一人である中年男性。ゲーム序盤で首輪が作動し死亡。吉崎曰く条件を満たさずに強引に首輪を強引に外そうとしたために、首輪が作動した模様。
優子（ゆうこ）
声 - 桜庭わかな（ドラマCD）
ドラマCDに登場。過去のゲーム参加者で、常に落着き周囲を気遣う女性。ゲーム序盤では周囲のまとめ役となり良識のある人物だったが、のちに殺し合いに乗り参加者たちを襲い始める。
劇中の人物には実は犯人側の人間ではないかと推測されているが、真相は不明。
吉崎（よしざき）
声 - 中谷有里（ドラマCD）
ドラマCDに登場。過去のゲーム参加者である女子中学生。吉田の死を目撃し、精神を病む。
石川（いしかわ）
声 - 大河望（ドラマCD）
ドラマCDに登場。過去のゲーム参加者の一人。
佐上（さがみ）
声 - 眞嶋リョウ（ドラマCD）
ドラマCDに登場。過去のゲーム参加者の一人。
スミス
声 - 未登場 / 一条和矢 / 同左
カボチャの姿をしたCGキャラクター。
各プレイヤーのPDAの画面に現れ、「エクストラゲーム」を仕掛けてくる。
緊迫した雰囲気をまったく意に介さない言動と態度は、参加者たちを苛立たせることもある。
同人版には登場せず、PS2版以降の「エクストラゲーム」の設定に付随して追加。

## BETシステム
「ゲーム」の観客の視点を再現したシステムで、PS2版・PSP版のみに搭載されている。
プレイヤーには開始時に100枚のチップが与えられ、現在プレイ中のエピソードにおいて生存する「ゲーム」参加者を予想して任意で賭ける（BETする）ことができる。いつでも賭けられるが、シナリオの進行につれて倍率は低くなっていく。
賭けた参加者がそのエピソードの最後まで生存できた場合、賭けた時点のチップと倍率に応じたチップが支払われ、専用のCG・ボイスと交換できる「ゴールド」をチップと同額獲得する。逆に賭けた参加者が死亡した場合はゴールドの獲得もチップの返納もない。チップがなくなるとシナリオが強制的に終了する。
参加は任意であり、いっさいBETせずとも問題なくストーリーを進めることはできる。

## スタッフ
- プロデューサー・PC版ディレクター - 寺月恭一
- シナリオ - 健速、 座敷猫（企画屋）（逆移植版）
- キャラクターデザイン・原画 - 己即是空
- 音楽 - Shibayan、なるちょ、831（PS2版以降）
- 企画 - FLAT&健速
- PS2版ディレクター - 中澤工
- PS2版開発 - レジスタ
- PS2版発売 - イエティ

## 主題歌
PS2版以降の最終話（EpisodeIV）は、オープニング・エンディングが変更される。
同人版 / PS2版・逆移植版・PSP版最終話オープニングテーマ「トラワレビト」
歌 - 遊女 / 作詞 - 寺月恭一 / 作曲・編曲 - なるちょ
PS2版・逆移植版オープニングテーマ「シークレットゲーム」
歌 - 遊女 / 作詞 - 一石楠耳 / 作曲 - 神前暁 / 編曲 - 岡部啓一
PSP版オープニングテーマ「NO MORE GAMES」
歌 - 遊女 / 作詞・作曲・編曲 - 細井総司
全タイトル共通エンディングテーマ「桜華想恋」
歌 - 遊女 / 作詞 - 寺月恭一 / 作曲 - なるちょ
PS2版 / 逆移植版では「桜花想恋」と表記されている。
PS2版・逆移植版最終話エンディングテーマ「散って、咲いて」
歌 - 遊女 / 作詞 - 一石楠耳 / 作曲・編曲 - Shibayan
PSP版最終話エンディングテーマ「僕たちの明日へ」
歌 - miru / 作詞 - yozakura / 作曲・編曲 - なるちょ

## 反響
電撃オンラインのごえモンがアスキーに寄せた記事によると、同人版は『こなたよりかなたまで』などの実績を持つシナリオライター・健速を起用したことや、同人ゲームならではの挑戦的・衝撃的な展開などが話題になったという。